# Бриджвотер (Пенсільванія)
Бриджвотер (англ. Bridgewater) — місто (англ. borough) в США, в окрузі Бівер штату Пенсільванія. Населення — 745 осіб (2020).

## Географія
Бриджвотер розташований за координатами 40°42′26″ пн. ш. 80°18′2″ зх. д. / 40.70722° пн. ш. 80.30056° зх. д. (40.707124, -80.300566).  За даними Бюро перепису населення США в 2010 році місто мало площу 1,89 км², з яких 1,61 км² — суходіл та 0,27 км² — водойми.

## Демографія
Згідно з переписом 2010 року, у селищі мешкали 704 особи в 351 домогосподарстві у складі 188 родин. Густота населення становила 373 особи/км².  Було 395 помешкань (210/км²).
Расовий склад населення:
| - 92,8 % — білих - 5,3 % — чорних або афроамериканців - 0,4 % — азіатів |

До двох чи більше рас належало 1,6 %. Частка іспаномовних становила 1,0 % від усіх жителів.
За віковим діапазоном населення розподілялося таким чином: 15,9 % — особи молодші 18 років, 63,4 % — особи у віці 18—64 років, 20,7 % — особи у віці 65 років та старші. Медіана віку мешканця становила 47,7 року. На 100 осіб жіночої статі у селищі припадало 88,7 чоловіків;  на 100 жінок у віці від 18 років та старших — 91,0 чоловіків також старших 18 років.
Середній дохід на одне домашнє господарство  становив 61 414 долари США (медіана — 51 083), а середній дохід на одну сім'ю — 69 256 доларів (медіана — 62 708). Медіана доходів становила 41 711 долар для чоловіків та 39 688 доларів для жінок. За межею бідності перебувало 8,3 % осіб, у тому числі 0,0 % дітей у віці до 18 років та 7,4 % осіб у віці 65 років та старших.
Цивільне працевлаштоване населення становило 382 особи. Основні галузі зайнятості: освіта, охорона здоров'я та соціальна допомога — 21,2 %, будівництво — 12,0 %, фінанси, страхування та нерухомість — 11,5 %.